# نووصفروو
نووصفروو (انگلیسی: Novosafarovo) یک شهرک در شهرستان میشکینسکی استان باشقیرستان کشور روسیه است.